# 이스라엘 민족

이스라엘 12부족의 지도

이스라엘 민족(히브리어: בני ישראל)은 히브리어를 말하는 고대 근동의 사람들로, 군주 시대 동안(기원전 11세기~7세기) 이스라엘 땅에 거주하였다. 그들은 고대 유대인의 조상이요, 더 나아가 현대 유대인 정체성의 조상이기도 하다.

## 같이 보기
- 히브리 민족
- 이스라엘 사람
- 이스라엘의 잃어버린 10지족(영어판)